# Hermagor-Pressegger See
Hermagor-Pressegger See (Sloveens: Šmohor) is een gemeente in het Gailtal in de Oostenrijkse deelstaat Karinthië, en is de hoofdstad van het district Hermagor.
Hermagor-Pressegger See telt 7160 inwoners. De stadsnaam is van de plaatselijke hermagoraskerk afgeleid. In het stadgebied liggen de Naßfeldpass met een grensovergang naar Italië en een skigebied, de Pressegger See en de Gartnerkofel met de grootste bekende Wulfeniakolonie

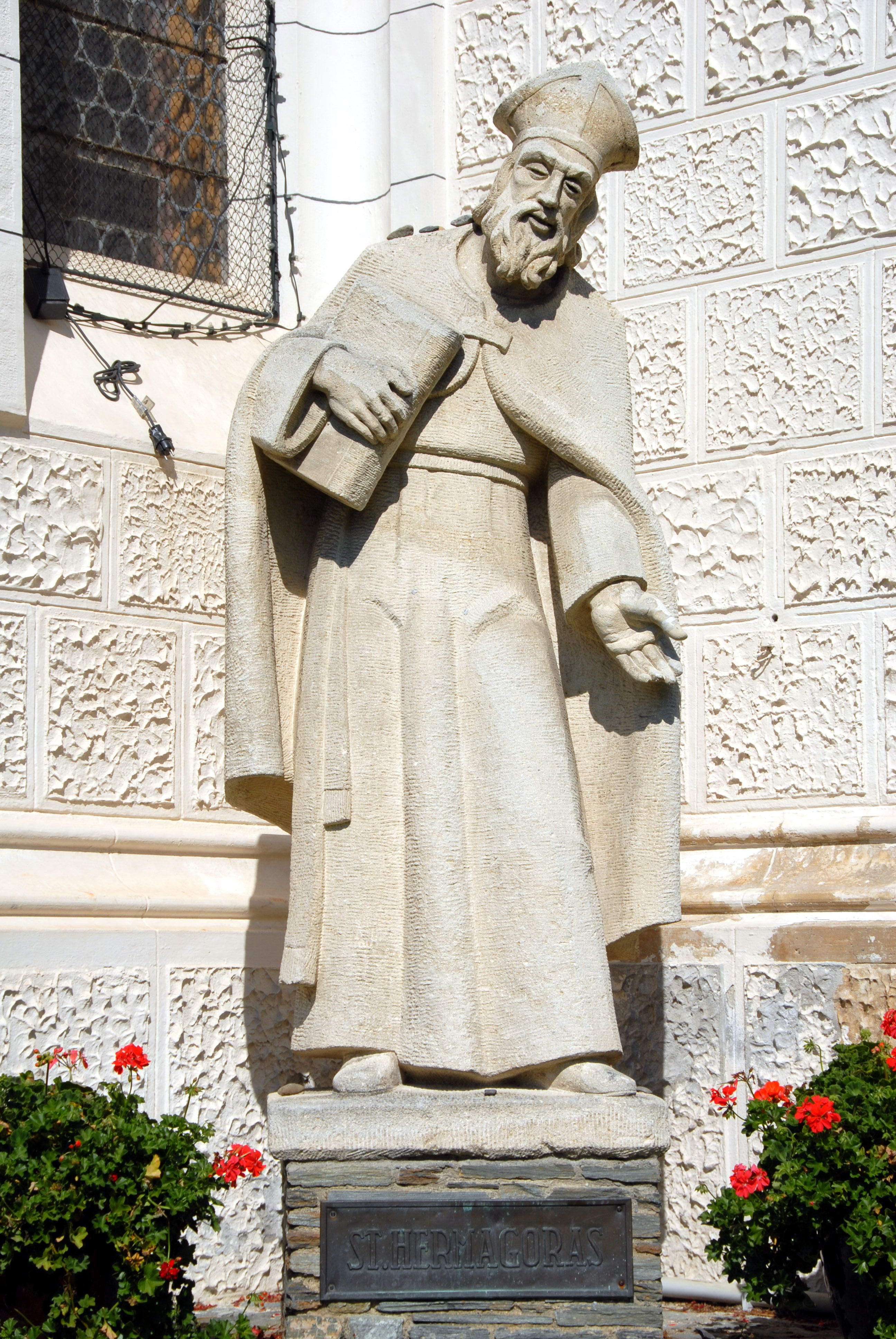
Hermagorasstandbeeld
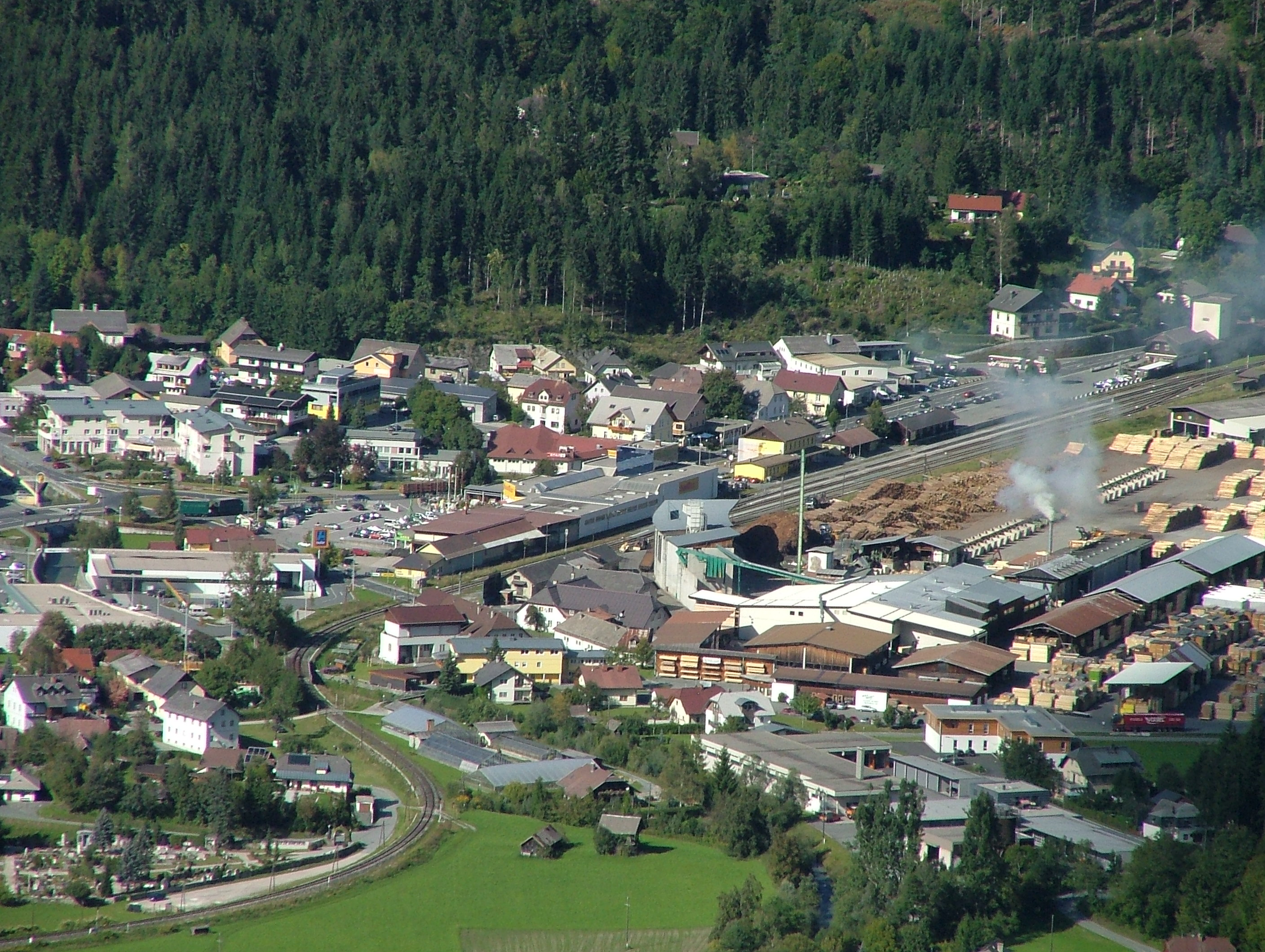
Luchtfofo
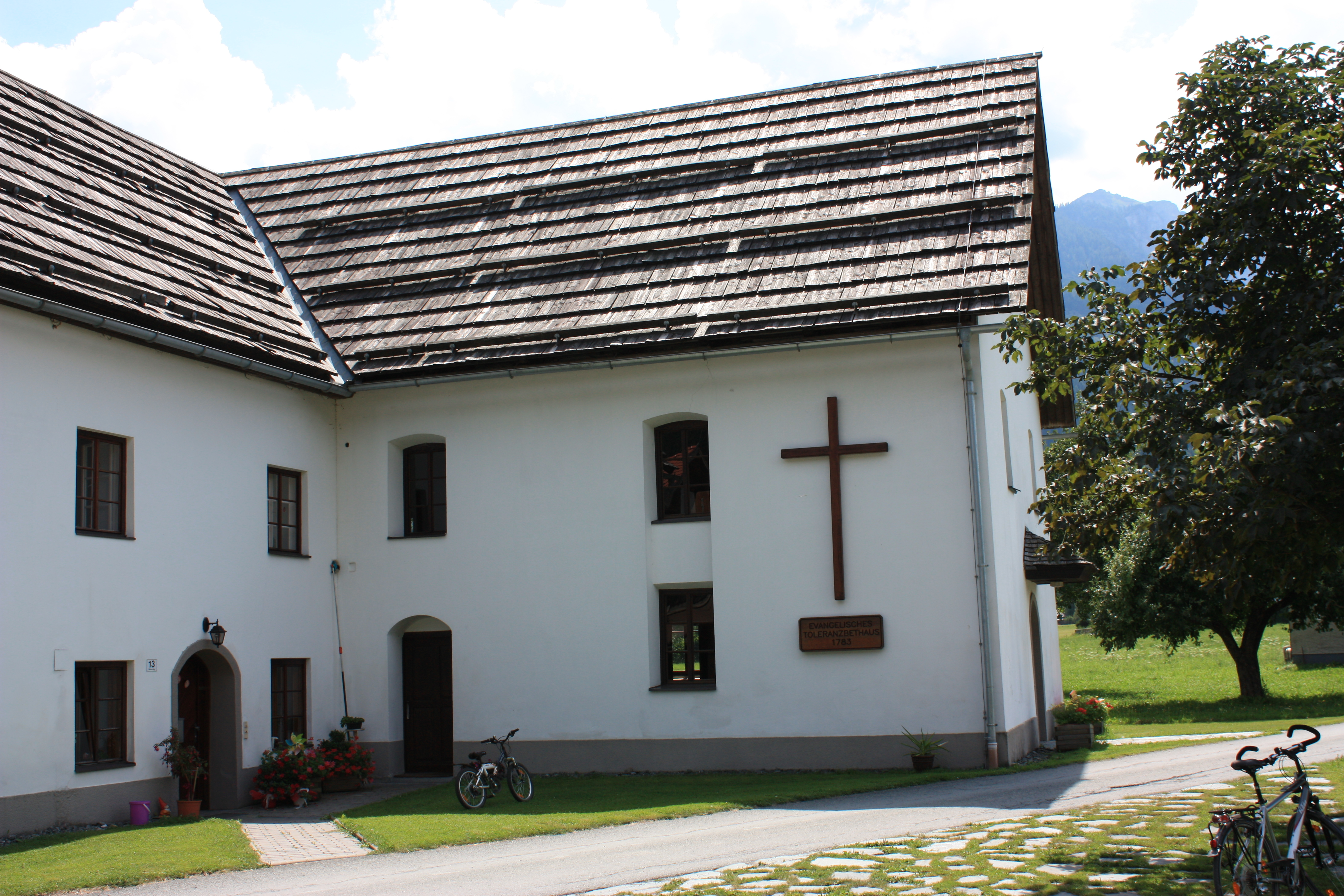
Luthers Toleranzbethaus (Schuilkerk) te Watschig
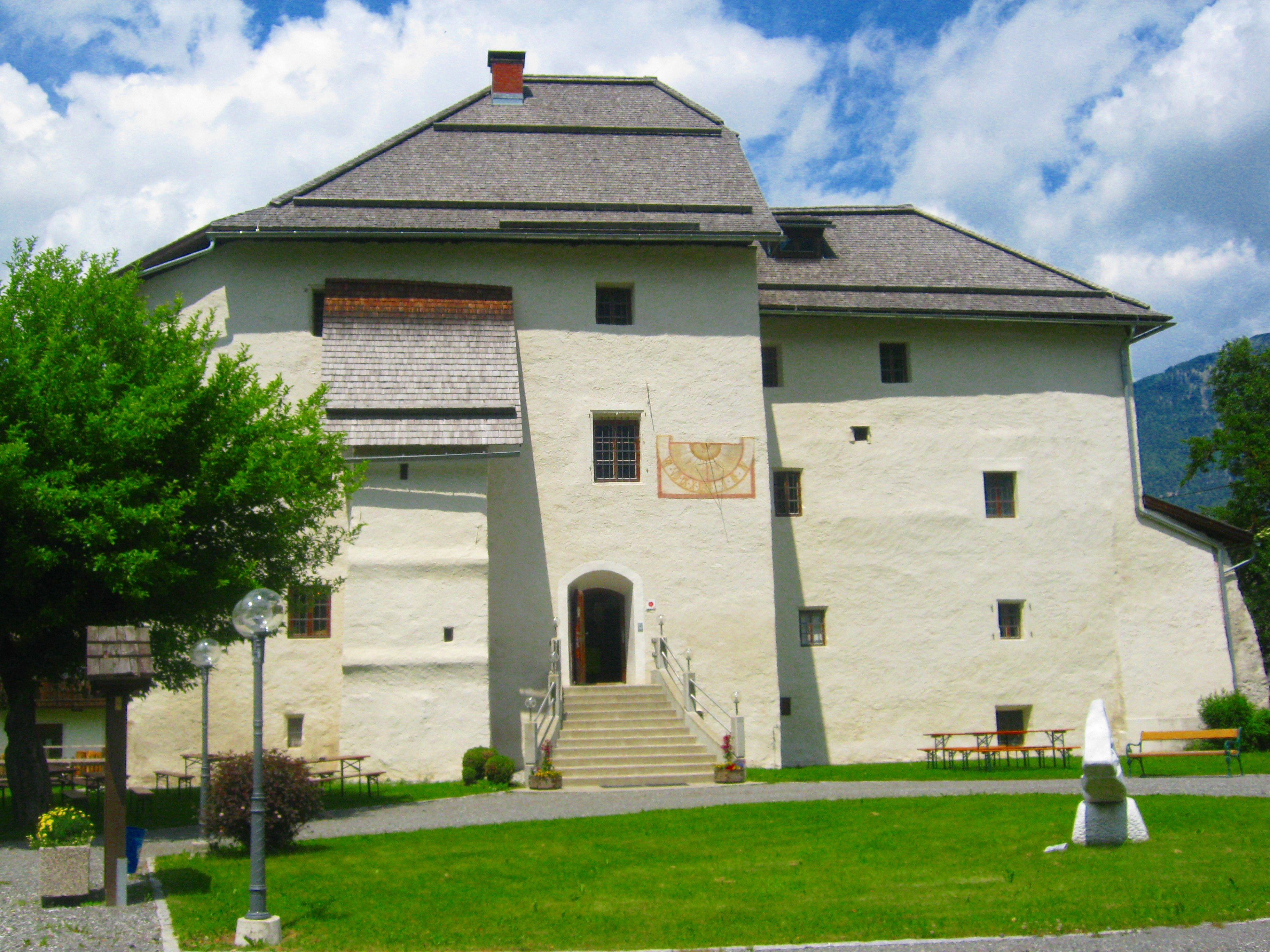
Kasteel te Möderndorf
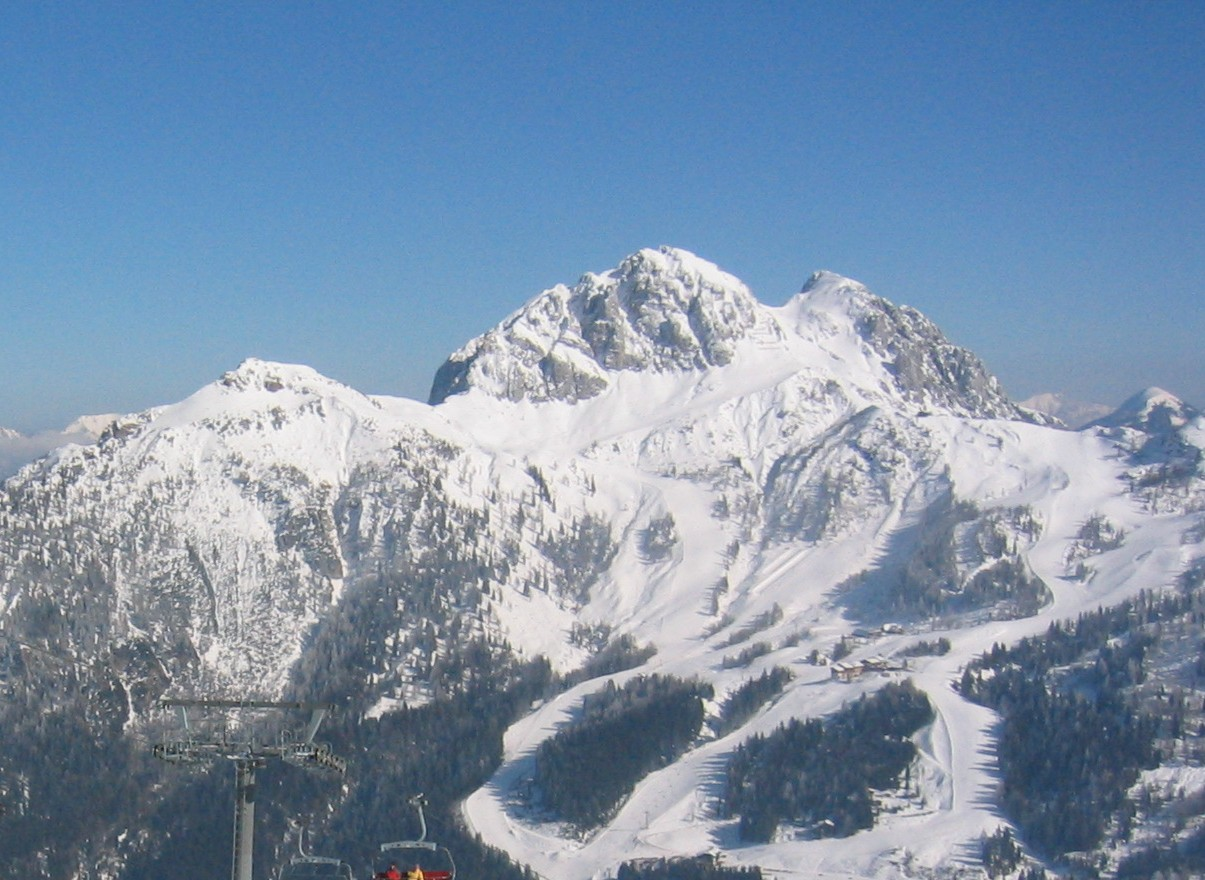
Gartnerkofel en skigebied Naßfeld
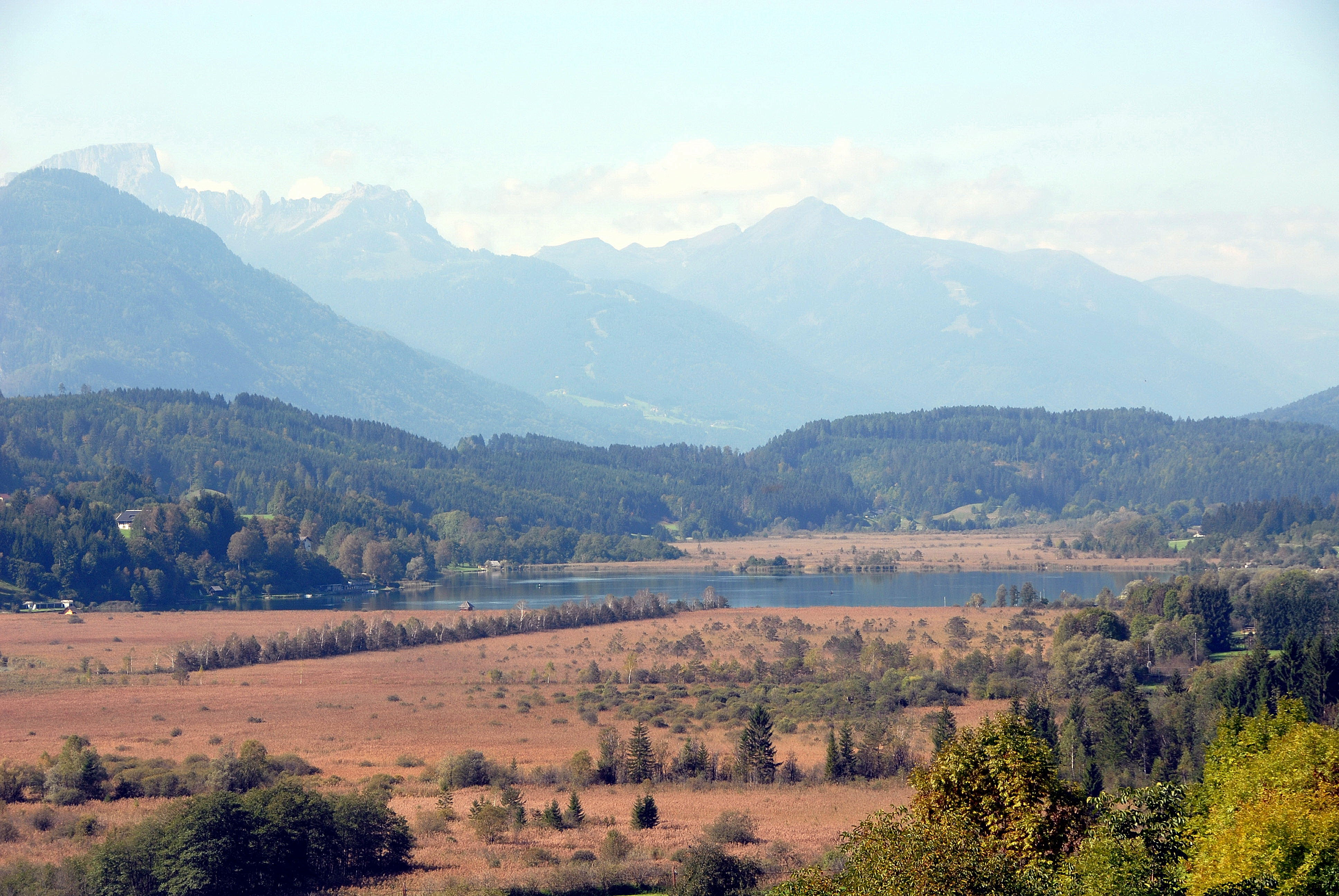
Pressegger See
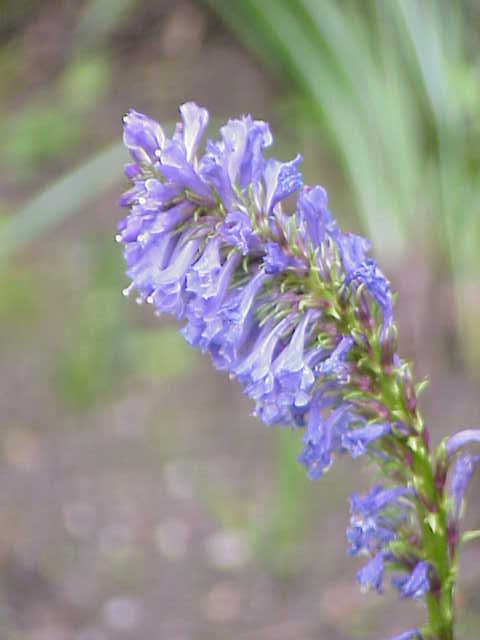
Wulfenia carinthiaca

Hermagor-Pressegger See · Kirchbach · Kötschach-Mauthen · Dellach im Gailtal · Gitschtal · Lesachtal · Sankt Stefan im Gailtal
- Gemeinsame Normdatei: 4024501-9
- Library of Congress Control Number: no2011080142
- MusicBrainz: 3e517b59-b427-4069-8077-84e99be35a7c
- Virtual International Authority File: 142837708
- WorldCat: E39PBJpymXdcT6cXhWYmkXmcfq